# Apatesia
Apatesia ist eine Pflanzengattung aus der Familie der Mittagsblumengewächse (Aizoaceae). Der botanischen Name der Gattung leitet sich vom griechischen Wort apatesis für ‚Täuschung‘ ab und verweist auf die starke Ähnlichkeit mit der Gattung Hymenogyne.

## Beschreibung
Die Arten der Gattung Apatesia wachsen als einjährige Pflanzen. Die flachen ovalen Laubblätter sind nur schwach sukkulent. Diejenigen eines Paares bilden eine offene basale Scheide. Entlang der Blattränder sind hervortretende Blasenzellen vorhanden. Ihre Epidermis enthält Wachsplättchen.
Die Blüten sind lang gestielt. Ihre in der ihrer unteren Hälfte bewimperten Kronblätter sind gelb.
Die Staminodien sind fadenförmig und papillös, die Staubfäden sind zu ihrer Spitze hin mit dichten aufgeblähten Papillen besetzt. Das Nektarium ist ringförmig, jedoch kaum lophomorph. Die Narben sind zusammengeklebt, aber nicht miteinander verwachsen. Die Blütezeit liegt im Frühsommer, d. h. die Pflanzen blühen in ihrer Heimat von August bis Oktober. Die acht- bis zwölffächrigen Kapselfrüchte sind leicht konvex geformt. Sie besitzen Quellleisten und sehr kleine Fächerdecken. Die Früchte enthalten hell- bis dunkelbraune, glatte oder papillöse Samen.
Die Chromosomenzahl ist {\displaystyle 2n=18}.

## Systematik und Verbreitung
Die Gattung Apatesia ist in Südafrika in allen westlichen Distrikten der Provinz Westkap verbreitet. Dort wachsen die Pflanzen an sandigen Plätzen mit Winter-Niederschlagsmengen von mehr als 200 Millimeter jährlich.
Die Erstbeschreibung durch Nicholas Edward Brown wurde 1927 veröffentlicht. Die Gattung Apatesia umfasst folgende Arten:
- Apatesia helianthoides (Aiton) N.E.Br.
- Apatesia pillansii N.E.Br.
- Apatesia sabulosa (Thunb.) L.Bolus

## Nachweise

## Weiterführende Literatur
- H. D. Ihlenfeldt, M. Gerbaulet: Untersuchungen zum Merkmalsbestand und zur Taxonomie der Gattungen Apatesia N.E.Br., Carpanthea N.E.Br., Conicosia N.E.Br., Herrea Schwantes und Hymenogyne Haw. (Mesembryanthemaceae Fenzl). In: Botanische Jahrbücher für Systematik. Band 111, Nummer 4, 1990, S. 457–498.